# Оно, Исао
Исао Оно (яп. 小野 悳, род. 5 августа 1933, Хоккайдо) — японский хоккеист, центральный нападающий. Участник зимних Олимпийских игр 1960 и 1964 годов.

## Биография
Исао Оно родился 5 августа 1933 года в японской префектуре Хоккайдо.
Играл в хоккей с шайбой за «Ивакуру».
В 1957 году играл за сборную Японии на чемпионате мира в Москве. Забросил 1 шайбу в ворота сборной Польши.
В 1960 году вошёл в состав сборной Японии по хоккею с шайбой на зимних Олимпийских играх в Скво-Вэлли, занявшей 8-е место. Играл на позиции нападающего, провёл 6 матчей, забросил 6 шайб (пять в ворота сборной Австралии, одну — Финляндии). Также сделал 2 голевых передачи в первом матче с австралийцами.
В 1962 году играл за сборную Японии во втором эшелоне (группе B) чемпионата мира в США.
В 1964 году вошёл в состав сборной Японии по хоккею с шайбой на зимних Олимпийских играх в Инсбруке, занявшей 11-е место. Играл на позиции нападающего, провёл 8 матчей, забросил 3 шайбы (по одной в ворота сборных Румынии, Австрии и Югославии). Также сделал голевую передачу в матче со сборной Норвегии.
В 1967 году был главным тренером сборной Японии на чемпионате мира во втором эшелоне (группе C).